# Черненко Михайло Іванович
Михайло Іванович Черненко (нар. 1946, тепер Донецька область) — український радянський діяч, шахтар, бригадир прохідників шахти «Центральна» виробничого об'єднання «Красноармійськвугілля» Донецької області. Депутат Верховної Ради СРСР 10-го скликання.

## Біографія
Народився в родині шахтаря шахти «Центральна» на Донбасі. Закінчив восьмирічну школу.
У 1963—1965 роках — учень слюсаря, слюсар Красноармійських електромеханічних майстерень Донецької області; гірничий підсобний робітник шахти «Центральна» Донецької області.
Освіта середня: без відриву від виробництва закінчив вечірню середню школу.
У 1965—1968 роках — служба в Радянській армії.
У 1968—1974 роках — кріпильник, прохідник, з 1974 року — бригадир комсомольсько-молодіжної бригади прохідників шахти «Центральна» виробничого об'єднання «Красноармійськвугілля» міста Димитров (тепер — Мирноград) Донецької області.

## Нагороди
- орден «Знак Пошани»
- ордени
- медалі